# وزارة التعليم الفني والتدريب المهني (اليمن)
 وزارة التعليم الفني والتدريب المهني  هي الوزارة المسؤولة عن التعليم المهني والفني في الجمهورية اليمنية، وأنشئت عام 2001.

## الوزير
الوزير الحالي هو أ.د. خالد أحمد الوصابي وزير التعليم العالي والبحث العلمي والتعليم الفني والتدريب المهني منذ 18 ديسمبر 2020م.

## التاريخ
أنشئت المؤسسة العامة للتعليم والتدريب المهني والتقني 1990م وفي العام 1992م أنشئت الهيئة العامة للتدريب المهني. وفي عام 1993م دمجت وزارة العمل والتدريب المهني بوزارة التأمينات والشؤون الاجتماعية وأصبحت الهيئة العامة للتدريب المهني أحد الأجهزة التابعة لها ، وفي عام 1995م أعيد تنظيم الهيئة بالقرار الجمهوري رقم (64) نتيجة لضرورة تجميع معاهد التعليم الفني والتدريب المهني تحت مظلة واحدة توفيراً للإمكانيات وحشداً للطاقات والكوادر وتوحيداً للنظم والمستويات ، حيث أصبحت الهيئة بموجبه مسؤولة عن كافة أنواع ومستويات التعليم والتدريب المهني والتقني.
صندوق التدريب المهني والتقني وتطوير المهارات 1995م.
كما صدر في العام 1995م القرار الجمهوري بالقانون رقم (15) الخاص بإنشاء صندوق التدريب المهني والتقني وتطوير المهارات مرتبط بإصلاح نظام التمويل ، وفيما يتعلق بجوانب إدارة النظام ورسم سياساته وتنظيمه وفي العام نفسه 1995م صدر قرار مجلس الوزراء رقم 67 والخاص بتشكيل المجلس الوطني للتدريب المهني والتقني ليضم في تركيبته مختلف أطراف الشراكة في العملية التعليمية والتدريبية، ويمثل فيه أصحاب العمل نسبة كبيرة ويتولى المجلس اقتراح السياسات الموحدة للتدريب المهني والتقني في مختلف مستويات العمل المهني ما دون المستوى الاختصاصي وذلك بما يلبي احتياجات خطط التنمية وسوق العمل .
وبعد تشكيل حكومة جديدة في العام 1997م أعيد إنشاء وزارة العمل والتدريب المهني وتنظيمها، كما أعيد تشكيل قطاع للتدريب المهني ليتولى مسؤولية التخطيط للتعليم والتدريب المهني والتقني ، وأُبقي على الهيئة العامة للتدريب المهني والتقني لتتولى مسؤولية تنفيذ الخطط والبرامج الخاصة لهذا النوع من التعليم على المستوى الوطني. سمى وزارة التعليم الفني والتدريب المهني تنفذ سياسة وتوجهات الدولة في تطوير التعليم الفني والتدريب المهني.
وفي 2001 وبموجب القرار الجمهوري رقم (46) أنشئت وللمرة الأولى في تاريخ البلاد وزارة خاصة بالتعليم الفني والتدريب المهني ضمن التشكيل الوزاري برئاسة رئيس الوزراء آنذاك عبد القادر باجمال وقد نص القرار على أن تنشأ وزارة تسمى وزارة التعليم الفني والتدريب المهني تنفذ سياسة وتوجهات الدولة في تطوير التعليم الفني والتدريب المهني. و تولى محمد عبد الله البطاني مهام هذه الوزارة كأول وزير للتعليم الفني والتدريب المهني في اليمن.